# 124-es busz (Budapest)
A budapesti 124-es jelzésű autóbusz a Bosnyák tér és Rákospalota, Bogáncs utca között közlekedik. A vonalat az ArrivaBus üzemelteti.
2008 szeptemberében a BKV új paraméterkönyvének bevezetésével váltotta fel a 24-es buszt, a külső szakaszán az útvonala is megváltozott. A korábbi vonalvezetéssel ellentétben már nem érinti Rákospalota, Kossuth utcát, a Hubay Jenő tér és a Sződliget utca érintésével közlekedik. Az útvonal módosítására az 5-ös busz megjelenése és a 25-ös buszcsalád átszervezése miatt volt szükség.
A 124-es busz a Bosnyák téri végállomásától Rákospalotán és Pestújhelyen keresztül haladva éri el a Régi Fóti út és Bogáncs utca sarkánál kijelölt végállomását. A busz a 125-össel közel egy irányban közlekedik (ikervonalak), három ízben is metszik egymás vonalát, noha a XV. kerület más-más részét tárják fel. A 124-es busznak nincs kapcsolata metróállomással, nem ráhordó jellegű, fő feladata a Rákospalotán és Pestújhelyen élők kiszolgálása.

## Története
2008. szeptember 6-ától a 24-es busz helyett a 124-es busz közlekedik, útvonala Rákospalotán módosult, a Kossuth utcát nem érinti, helyette a Hubay Jenő tér és a Sződliget felé közlekedik.
A Zugló Városközpont fejlesztés projekt építési munkái miatt 2024. szeptember 21-től módosult a 124-es, a 125-ös és a 277-es autóbuszok közlekedése a Bosnyák tér térségében. A 124-es és a 125-ös autóbuszok a Fűrész utcától a Telepes utca–Nagy Lajos király útja–Bosnyák utca–Nagy Lajos király útja–Bosnyák tér útvonalon közlekednek, a Bosnyák téren a felszállóhelyük átkerült a Nagy Lajos király útjára, a templom elé.

## Útvonala
| Rákospalota, Bogáncs utca felé |
| Bosnyák tér vá. – Nagy Lajos király útja – Telepes utca – Öv utca – Erzsébet királyné útja – Rákospalotai körvasút sor – Árvavár utca – Bezsilla Nándor utca – Pestújhelyi tér – Pestújhelyi út – Templom tér – Pestújhelyi út – Szerencs utca – Klapka György utca – Arany János utca – Rákos út – Illyés Gyula utca – Hubay Jenő tér – Deák utca – Fő út – Sződliget utca – Károlyi Sándor út – Kovácsi Kálmán tér – Közvágóhíd utca – Esthajnal utca – Szántóföld utca – Régi Fóti út – Bogáncs utca – Rákospalota, Bogáncs utca vá. |
| Bosnyák tér felé |
| Rákospalota, Bogáncs utca vá. – Bogáncs utca – Esthajnal utca – Közvágóhíd utca – Kovácsi Kálmán tér – Károlyi Sándor út – Sződliget utca – Pázmány Péter utca – Bácska utca – Hubay Jenő tér – Illyés Gyula utca – Rákos út – Arany János utca – Klapka György utca – Szerencs utca – Pestújhelyi út – Templom tér – Pestújhelyi út – Pestújhelyi tér – Bezsilla Nándor utca – Árvavár utca – Rákospalotai körvasút sor – Erzsébet királyné útja – Öv utca – Telepes utca – Nagy Lajos király útja – Bosnyák tér vá.                   |

## Megállóhelyei
| 0  | Bosnyák tér végállomás               | 30 | 7, 7E, 8E, 32, 108E, 110, 112, 125, 133E, 277 3, 62, 62A |
| 1  | Telepes utca                         | ∫  | 125, 277 |
| 2  | Fűrész utca                          | 28 | 125, 277 |
| 3  | Szentes utca                         | 27 | 125 Huszt utcai lakótelep: 81 |
| 4  | Öv utca (↓) Telepes utca (↑)         | 25 | 125 S76 (Újpalota) |
| 5  | Kerékgyártó utca                     | 24 | 125 |
| 7  | Szuglói körvasút sor (↓) Öv utca (↑) | 23 | 5, 125 62, 62A, 69 |
| 8  | Árvavár utca                         | 22 | |
| 9  | Ady Endre utca                       | 20 | |
| 10 | Pestújhelyi tér                      | 19 | S76 (Újpalota) |
| 11 | Emlék tér                            | 18 | |
| 12 | Sztárai Mihály tér                   | 18 | 231, 231B |
| 12 | Templom tér                          | 17 | |
| 14 | Szerencs utca (↓) Pestújhelyi út (↑) | 16 | |
| 15 | Szerencs utca / Bánkút utca          | 15 | 231, 231B 69 |
| 16 | Bercsényi Miklós utca                | 14 | 96, 225, 296, 296A 396, 397, 398, 399, 402, 412, 414, 422, 424, 432, 434, 435, 436, 437, 438, 439, 442 1020, 1021, 1024, 1031, 1034, 1037, 1039, 1040, 1044, 1045, 1046, 1049, 1050, 1052, 1053, 1054, 1063, 1066, 1067, 1068, 1069, 1076 |
| ∫  | Damjanich János utca                 | 13 | 96, 225, 296, 296A 396, 397, 398, 399, 402, 412, 414, 422, 424, 432, 434, 435, 436, 437, 438, 439, 442 1020, 1021, 1024, 1031, 1034, 1037, 1039, 1040, 1044, 1045, 1046, 1049, 1050, 1052, 1053, 1054, 1063, 1066, 1067, 1068, 1069, 1076 |
| 17 | Klapka György utca                   | 12 | |
| 18 | Rákos úti szakrendelő                | 11 | 5, 25, 96, 296, 296A |
| 20 | Illyés Gyula utca                    | 10 | 5, 96, 196, 196A, 225, 231, 231B, 296, 296A |
| 21 | Beller Imre utca                     | 9  | 96, 196, 196A, 225, 296, 296A |
| 22 | Hubay Jenő tér                       | 8  | 25, 96, 104, 104A, 125, 170, 196, 196A, 204, 225, 296, 296A |
| 23 | Sződliget utca (↓) Fő út (↑)         | 6  | 96, 121, 225, 270, 296, 296A S70 G70 S71 G71 (Rákospalota-Újpest) |
| 24 | Géza fejedelem tér                   | 5  | 96, 225, 270, 296, 296A 12 |
| 26 | Kovácsi Kálmán tér                   | 3  | 125, 170, 225, 270 |
| 27 | Közvágóhíd tér                       | 2  | 125, 170, 270 |
| 28 | Esthajnal utca                       | 1  | |
| ∫  | Kosd utca                            | 0  | |
| 29 | Vághó Ferenc utca                    | ∫  | |
| 30 | Szántóföld utca                      | ∫  | |
| 31 | Sportcentrum                         | ∫  | |
| 32 | Régi Fóti út                         | ∫  | 308, 309, 310, 313, 314, 315, 317, 318, 319, 320, 321 |
| 34 | Rákospalota, Bogáncs utca végállomás | 0  | |